# Echinocucumis globosa
Echinocucumis globosa is een zeekomkommer uit de familie Ypsilothuriidae.
De wetenschappelijke naam van de soort werd in 1915 gepubliceerd door H. Ohshima.